# Hazlewood
Hazlewood eller Haslewood var en civil parish 1866–1934 när det uppgick i Aldeburgh och Friston, i distriktet East Suffolk i grevskapet Suffolk i England. Parish är belägen 2 km från Aldeburgh. Parish hade 177 invånare år 1931.